# Pedras de Fogo
Pedras de Fogo is een gemeente in de Braziliaanse deelstaat Paraíba. De gemeente telt 27.116 inwoners (schatting 2009).
De gemeente grenst aan Cruz do Espírito Santo, Santa Rita (Paraíba), Alhandra, Caaporã, Itambé (Pernambuco), Juripiranga en São Miguel de Taipu.